# Tanítóképző Főiskola (Kecskemét)
A kecskeméti Tanítóképző Főiskola ezen a néven 1986 és 1999 utolsó napja között működött. Ezt megelőzően felsőfokú óvónőképzés zajlott az intézményben, 2000. január 1-jével pedig integrálódott a Kecskeméti Főiskolába (ma: Neumann János Egyetem Pedagógusképző Kar).

## Az épület
A három utcára néző, másfél hektárnyi területen 7 épülettel várja a továbbtanulni szándékozókat a Kecskeméti Főiskola Tanítóképző kara. 1930. október 16-án, Horthy Miklós kormányzó jelenlétében avatták fel a Boskó Géza budapesti műépítész tervei szerint készült református tanítóképzőt. A 3 részre tagolódó tanintézet 60 méter hosszú központi épületéhez árkádsorral csatlakozik egy-egy 30 méter pavilon. 1958.szeptember 8-án itt kezdte meg működését a megszüntetett jogakadémia után Kecskemét sokáig egyetlen felsőfokú oktatási intézménye, a Felsőfokú Óvónőképző Intézet. 1985 óta Kecskeméti Tanítóképző Főiskolaként várja a továbbtanulni szándékozókat.

## Képzések

### Alapképzés
- tanító, óvodapedagógus

### Felsőfokú szakképzés
- ifjúságsegítő, csecsemő- és gyermeknevelő-gondozó

### Szakirányú továbbképzés
- projektpedagógia, drámapedagógia, nyelv- és beszédfejlesztő szakpedagógus, differenciáló szakpedagógus